# Elfdalien
L’elfdalien (övdalsk ou övdalską en dalécarlien, älvdalska ou älvdalsmål en suédois, connu aussi sous le nom d'Elfdalian en anglais) est une langue scandinave parlée par environ 3 000 personnes dans la commune d'Älvdalen, en Suède, dans le comté de Dalécarlie.
Alors qu'il avait été vu traditionnellement comme un dialecte suédois, l'elfdalien est aujourd'hui considéré par de nombreux linguistes comme une langue à part entière. De nombreuses règles grammaticales et phonologiques n'ont pas beaucoup changé depuis le vieux norrois.
Son existence est sévèrement menacée. Il est cependant possible qu'il reçoive le statut officiel de langue minoritaire en Suède, ce qui lui assurerait de nombreuses protections et encouragerait son usage dans les écoles et parmi les écrivains et les artistes.

## Écriture
Une orthographe unifiée a été établie par le Conseil linguistique de Dalécarlie en 2005.
| a | ą | b | c | d | ð | e | ę | f | g | h | i | į | j | k | l | m | n | o | p | q | r | s | t | u | ų | v | w | x | y | y̨ | z | å | ą̊ | ä | ö |